# Ribes pulchellum
Ribes pulchellum är en ripsväxtart som beskrevs av Porphir Kiril Nicolai Stepanowitsch Turczaninow. Ribes pulchellum ingår i släktet ripsar, och familjen ripsväxter. Utöver nominatformen finns också underarten R. p. manshuriense.